# Challenge de France féminin 2002/03
Der Wettbewerb um den Challenge de France féminin in der Saison 2002/03 war die zweite Ausspielung des französischen Fußballpokals für Frauenmannschaften. Die Teilnahme war nur für die Frauschaften der ersten und zweiten Liga verpflichtend.
Titelverteidiger war der FC Toulouse, der diesmal bereits im Viertelfinale ausschied. Neue Titelträger wurden die Frauen des FC Lyon, die es auch im Vorjahr bereits bis in das Endspiel gebracht hatten. Für Lyons diesjährigen Finalgegner HSC Montpellier war es die erste Finalteilnahme.
Der Wettbewerb wurde nach dem klassischen Pokalmodus ausgetragen; das heißt insbesondere, dass die jeweiligen Spielpaarungen ohne Setzlisten oder eine leistungsmäßige bzw. regionale Vorsortierung der Vereine aus sämtlichen noch im Wettbewerb befindlichen Klubs ausgelost wurden und lediglich ein Spiel ausgetragen wurde, an dessen Ende ein Sieger feststehen musste (und sei es durch ein Elfmeterschießen – eine Verlängerung bei unentschiedenem Stand nach 90 Minuten war nicht vorgesehen), der sich dann für die nächste Runde qualifizierte, während der Verlierer ausschied. Auch das Heimrecht wurde für jede Begegnung durch das Los ermittelt – mit Ausnahme des Finales, das auf neutralem Platz an jährlich wechselnden Orten stattfand –, jedoch mit der Einschränkung, dass Klubs, die gegen eine mindestens zwei Ligastufen höher spielende Elf anzutreten haben, automatisch Heimrecht bekamen.
Nach Abschluss der von den regionalen Untergliederungen des Landesverbands FFF organisierten Qualifikationsrunden griffen im Sechzehntelfinale auch elf der zwölf Erstligisten in den Wettbewerb ein – die einzige Ausnahme war der CNFE Clairefontaine, dem die FFF die Teilnahme an der Landesmeisterschaft, nicht jedoch diejenige am Pokalwettbewerb erlaubte. Hintergrund für diese ambivalente Haltung war auch der Druck seitens etlicher zweitklassiger Klubs, denen dieses Team ohnedies bereits einen Platz im Ligabetrieb blockierte.

## Sechzehntelfinale
Spiele am 15./16. Februar 2003. Die Vereine der beiden höchsten Ligen sind mit D1 bzw. D2 gekennzeichnet.
| - OS Leers – Saint-Brieuc FF (D1) 1:5 - Union FF Besançon – FC Lyon (D1) 1:2 - ASPTT Vannes – ESOF La Roche (D1) 0:2 - AF Rodez – FC Toulouse (D1) 0:5 - OC Saint-Herblain – ASJ Soyaux (D1) 0:7 - FC Woippy – SC Schiltigheim (D2) 0:4 - AS Saint-Quentin (D2) – SAS Épinal 2:1 - FC Valence (D2) – Celtic Marseille 3:2 | - Juvisy FCF (D1) – USO Bruay-la-Buissière (D1) 5:0 - Olympique Saint-Memmie (D1) – Paris Saint-Germain FC (D1) 1:1 (2:4 i. E.) - US Orléans (D2) – Stade Quimper (D1) 2:2 (1:4 i. E.) - FC Félines Saint-Cyr (D2) – HSC Montpellier (D1) 0:7 - FCF Condé-sur-Noireau (D2) – ES Cormelles-le-Royal (D2) 1:0 - COM Bagneux – FCF Hénin-Beaumont (D2) 0:1 - CS Nivolas Vermelle – Entente Saint-Maurice Yssingeaux (D2) 0:2 - ASF Les Verchers – FCE Arlac (D2) 0:0 (2:3 i. E.) |

## Achtelfinale
Spiele am 15./16. März 2003
| - Saint-Brieuc FF (D1) – Juvisy FCF (D1) 0:3 - FC Lyon (D1) – AS Saint-Quentin (D2) 1:0 - SC Schiltigheim (D2) – FC Toulouse (D1) 0:2 - ASJ Soyaux (D1) – FCF Hénin-Beaumont (D2) 2:0 | - Paris Saint-Germain FC (D1) – HSC Montpellier (D1) 3:5 - Stade Quimper (D1) – FCE Arlac (D2) 0:0 (2:4 i. E.) - ESOF La Roche (D1) – FCF Condé-sur-Noireau (D2) 0:0 (4:2 i. E.) - Entente Saint-Maurice Yssingeaux (D2) – FC Valence (D2) 3:0 |

## Viertelfinale
Spiele am 20. April 2003
| - FC Toulouse (D1) – ASJ Soyaux (D1) 0:1 - FCE Arlac (D2) – Juvisy FCF (D1) 2:4 | - HSC Montpellier (D1) – ESOF La Roche (D1) 3:1 - Entente Saint-Maurice Yssingeaux (D2) – FC Lyon (D1) 0:0 (0:3 i. E.) |

## Halbfinale
Spiele am 25. Mai 2003
| - ASJ Soyaux (D1) – FC Lyon (D1) 1:2 | - HSC Montpellier (D1) – Juvisy FCF (D1) 3:2 |

## Finale
Spiel am 12. Juni 2003 im Stade des Alouettes von Montceau-les-Mines vor 300 Zuschauern
- FC Lyon – HSC Montpellier 4:3 (2:3)

### Aufstellungen
Lyon: Aurore Pegaz – Gwenaëlle Pelé, Cécile Locatelli , Marianne Grangeon, Anne-Laure Perrot (Delphine Blanc, 55.) – Emmanuelle Sykora, Virginie Dessalle, Carole Granjon, Ludivine Bruet – Cécilia Josserand (Anissa Guedri, 74.), Sandrine Brétigny
Trainer: Farid Benstiti
Montpellier: Zohra Hanous – Audrey Lacaze, Céline Rigal, Emmanuelle Podence, Gladys Bresson – Virginie Faisandier, Sarah M’Barek , Agathe Calvié, Sonia Bompastor – Élodie Ramos (Angélique Lopes, 80.), Hoda Lattaf
Trainer: Sébastien Arnaud
Schiedsrichterin: Sabine Louiset

### Tore
1:0 Dessalle (4.)

1:1 Lattaf (8.)

2:1 Bruet (13.)

2:2 Lattaf (22.)

2:3 Ramos (35.)

3:3 Brétigny (56.)

4:3 Brétigny (89.)